# Prešernova rojstna hiša
Prešernova rojstna hiša je kmečka hiša v Vrbi (Občina Žirovnica), v kateri sta se rodila pesnik in odvetnik France Prešeren (leta 1800) in ljubljanski nadškof Anton Vovk (leta 1900).
Hiša je imela nekoč hišno številko 1, po spremenitvi v muzej in zgraditvi sosednje hiše za nadomestno bivališče njenih dotedanjih lastnikov, pa je dobila hišno številko 2, nova hiša pa je prevzela družinsko številko 1. V neposredni bližini se nahajajo še podružnična cerkev sv. Marka, vaška lipa v Vrbi (kulturna spomenika državnega pomena) in pa rojstna hiša še enega ljubljanskega škofa – Janeza Zlatousta Pogačarja (Vrba 28) z vzidano spominsko ploščo, čeprav ni preurejena v muzej.
Hiša je lep primer gorenjske gruntarske hiše. Spremenjena je v lepo urejen muzej v katerem je predstavljeno pesnikovo življenje in delo ter je opremljena delno z originalno opremo, delno s prinešeno opremo iz obdobja pesnikovega življenja.
Ta muzejska hiša je bila leta 2011 razglašena za kulturni spomenik državnega pomena, kar potrjuje njen izjemen pomen za slovensko zgodovino. Gre za prvo hiša znane osebnosti v Sloveniji, ki je bila preoblikovana v muzej že leta 1939, s čimer je postavila pomemben mejnik v razvoju muzejskih hiš pri nas. Zasluge za to gredo predvsem slovenskemu pisatelju Franu Saleškemu Finžgarju, ki je vodil akcijo za odkup hiše in njeno muzealizacijo. Danes je Prešernova rojstna hiša tudi najbolj obiskana muzejska hiša te vrste v Sloveniji.
Prešernova rojstna hiša je ena od petih znamenitosti na sprehajalni tematski poti - Pot kulturne dediščine Žirovnica. Gre za tematsko pot, ki povezuje rojstne hiše (preurejene v muzej) v idiličnih vaseh pod vznožjem Stola. Obiskovalci lahko obiščejo Prešernovo rojstno hišo v Vrbi, Čopovo rojstno hišo v Žirovnici, čebelnjak Antona Janše na Breznici ter rojstni hiši pisateljev Frana Saleškega Finžgarja v Doslovčah in Janeza Jalna na Rodinah.

## Prešernova rojstna hiša skozi čas
Stavba izvira iz 16. ali začetka 17. stoletja in naj bi bila deloma zidana, deloma lesena. Po požaru v Vrbi leta 1856 so hišo preoblikovali v obliki, kot jo poznamo danes. Spominsko ploščo Francetu Prešernu so vzidali leta 1872. Leta 1923 je France Stele zaman poskušal preprečiti zamenjavo slamnate kritine s cementno. Leta 1939 je bila hiša odkupljena in spremenjena v muzej po zaslugi Frana Saleškega Finžgarja in šolske mladine. Cementno kritino (sivi špičak) so takrat zamenjali z bobrovcem. Slamnata kritina, ki bi bila zgodovinsko ustreznejša, ni bila obnovljena, verjetno zaradi požarne varnosti.
V desetletjih do leta 1970 so bila izvedena številna popravila, med njimi sprememba lesene obloge, ki je bila v 70. letih prebarvana temno rjavo, kar je povzročilo neskladje z zgodovinsko podobo, saj v Prešernovih časih niso uporabljali takih barv. Leta 1979 so na jugozahodnem vogalu odkrili naslikan šivani rob – baročni motiv, ki so ga kasneje prevzele tudi podeželske hiše. Po letu 1980 so šivani robovi dodani še na jugovzhodni vogal, čeprav za to ni bilo dokazov, da je tam kdaj obstajal. Leta 2000 so ob Prešernovi spominski plošči dodali še ploščo Antonu Vovku. Leta 2011 so zamenjali kritino z intenzivno rdečo, kot jo vidimo tudi danes  V letih 2018–2019 so prenovili fasado, obnovili lesene elemente in odstranili temne premaze, da bi se videz bolj približal Prešernovemu času. Ob prenovi so se pojavila tudi strokovna nesoglasja glede šivanih robov in cokla – končni videz hiše je do leta 2025 ostal brez obeh elementov.
Leta 2019 sta Občina Žirovnica in Ministrstvo za kulturo odkupila stanovanjsko hišo Vrba 1 in gospodarsko poslopje, ki sta nekoč pripadala Prešernovi rojstni hiši. S tem je bila Ribčeva domačija (staro ime za domačijo Prešernovih) ponovno združena in prešla v javno last. 
Avgusta 2024 se je začela celovita obnova Prešernove rojstne hiše in pripadajočega gospodarskega poslopja.

## Galerija
- Vhod v hišo
- Prešernov spomenik v Vrbi
- Postelja
- Zibelka
- Stenska ura v »hiši«
- Lončena posoda
- Kolovrat
- Putrih